# 伊希特斯豪森
伊希特斯豪森（德語：Ichtershausen，發音：[ɪçtɐsˈhaʊzn̩]）是德国图林根州伊尔姆县曾经的一个市镇，面积20.35平方千米，2011年12月31日人口为3,880人。2012年12月31日，伊希特斯豪森与市镇瓦克森堡格迈恩德合并为新市镇阿姆特瓦克森堡。